# 沥青湖

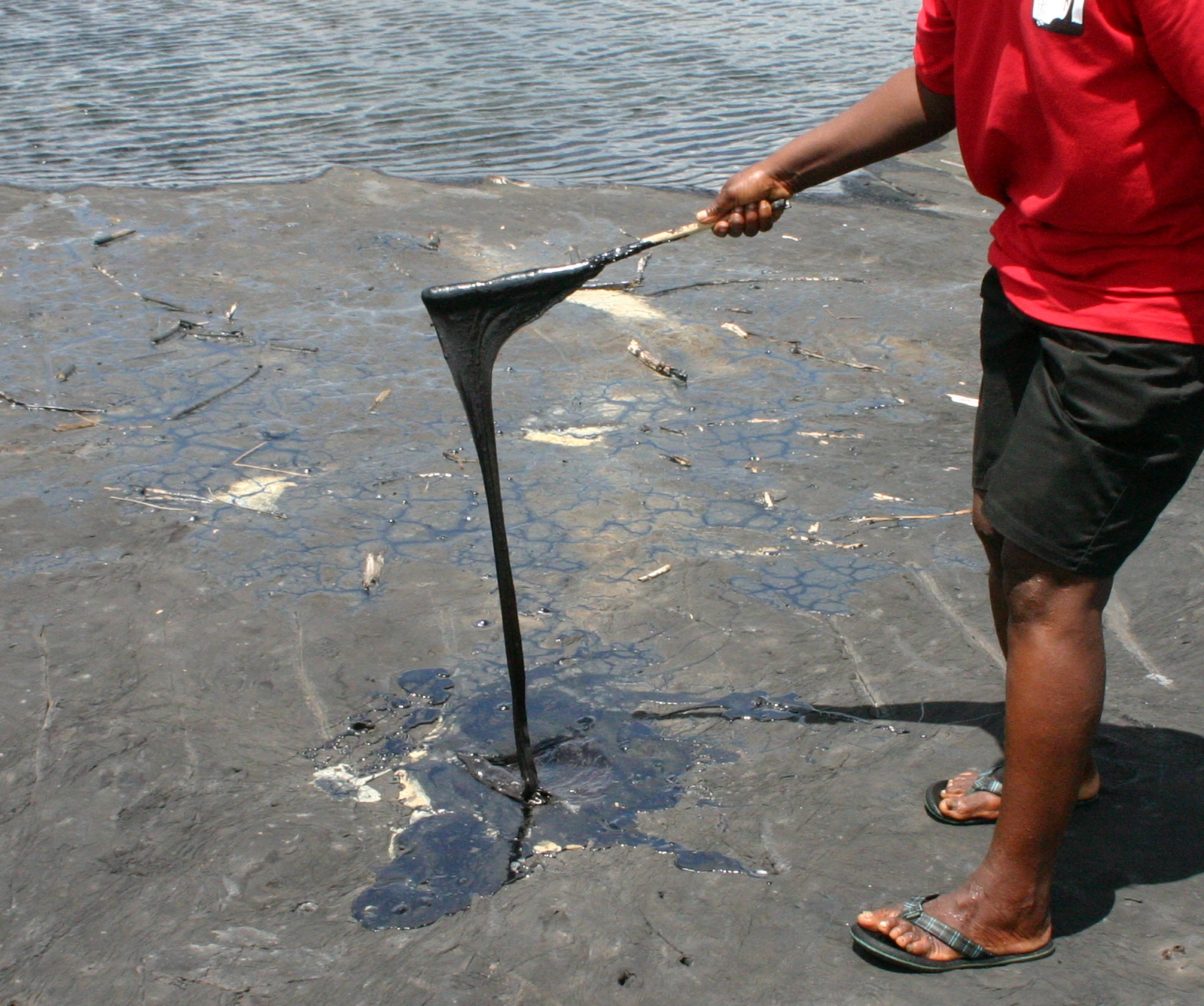
Tierra La Brea, Trinidad

沥青湖是在大约五千万年前由海底生物腐残余物质所形成的。渗入岩层，由于地层的移动而浮出地表，在凹陷地域形成沥青湖。一個焦油坑，或更準確地說是一個瀝青坑或瀝青湖，是地下瀝青浮出地表的一種石油滲漏的結果，形成了大面積的天然瀝青。發生這種情況的原因是，材料到達地表後，其較輕的成份蒸發，只剩下厚的瀝青。